# Liste der denkmalgeschützten Objekte in Lend (Salzburg)
Die Liste der denkmalgeschützten Objekte in Lend enthält die 11 denkmalgeschützten, unbeweglichen Objekte der Gemeinde Lend.

## Denkmäler
| Foto |                 | Denkmal                                                                        | Standort                              | Beschreibung | Metadaten |
| ---- | --------------- | ------------------------------------------------------------------------------ | ------------------------------------- | --- | --- |
| ja   | Datei hochladen | Ölbergkapelle HERIS-ID: 63237 Objekt-ID: 75866                                 | Embach Standort KG: Embach            | Auf dem Weg von Embach nach Maria Ellend trifft man die Ölberg- oder Kalvarienbergkapelle. Oberhalb stehen drei Kreuze. Sie ist ziemlich groß und wurde von der Behörde zur 'Beruhigung des Volkes' nach der Vernichtung der Kirche erbaut, aber vom Volke mehr oder weniger ignoriert. | BDA-Hist.: Q38102675 Status: § 2a Stand der BDA-Liste: 2025-06-30 Name: Ölbergkapelle GstNr.: .267                                                   |
| ja   | Datei hochladen | Kath. Pfarrkirche hl. Laurentius und Friedhof HERIS-ID: 52782 Objekt-ID: 60419 | Embach Standort KG: Embach            | Die Geschichte der Kirche von 'Empach' reicht bis 1344 zurück. 1506 muss zumindest ein Teil der Kirche neu gebaut worden sein, da Erzbischof Leonhard die Einweihung vornahm. Der Hochaltar stammt aus 1903 und hat in der Mitte das ehemalige Gnadenbild von Maria Ellend in Öl auf Holz. Das Laurentiusbild des Kirchenpatrons findet man auf dem linken Seitenaltar. Die Glocken im Turm sind unterschiedlichen Alters. Die kleine stammt aus 1802, 2 Glocken kamen 1951 in den Turm und eine 1923. | BDA-Hist.: Q38054228 Status: § 2a Stand der BDA-Liste: 2025-06-30 Name: Kath. Pfarrkirche hl. Laurentius und Friedhof GstNr.: .61 Pfarrkirche Embach |
| ja   | Datei hochladen | Pfarrhof HERIS-ID: 52781 Objekt-ID: 60418                                      | Embach 7 Standort KG: Embach          | 1716 wurde das Marchgütl bei der Kirche mit 4 Joch Grund eingetauscht und als Vikarhaus eingerichtet. Erst 1913/14 wurde ein ganz neuer, geräumiger Pfarrhof errichtet. Hier findet man nun zwei Relieffiguren aus Zirmholz (Zirbenholz), den hl. Laurentius und den hl. Stephanus darstellend sowie den Apostel Johannes mit Kelch. | BDA-Hist.: Q38054210 Status: § 2a Stand der BDA-Liste: 2025-06-30 Name: Pfarrhof GstNr.: .57 Pfarrhof Embach                                         |
| ja   | Datei hochladen | Wirtschaftsgebäude HERIS-ID: 63241 Objekt-ID: 75870                            | Embach 7 Standort KG: Embach          | Das Wirtschaftsgebäude gegenüber dem Pfarrhof ist im Obergeschoß ein Blockbau und an der Pfette mit 1798 bezeichnet. Seit dem Jahr 2010 ist es im Inneren zu einem geistlichen Zentrum mit Meditationsraum umgestaltet worden. Anmerkung: | BDA-Hist.: Q38102698 Status: § 2a Stand der BDA-Liste: 2025-06-30 Name: Wirtschaftsgebäude GstNr.: .57 Geistliches Zentrum Embach, Raum der Stille   |
| ja   | Datei hochladen | Ursprungskapelle HERIS-ID: 63236 Objekt-ID: 75865                              | Standort KG: Embach                   | Die Ursprungskapelle steht unterhalb der Hauptwallfahrtskapelle 'Maria El(l)end' und wurde neben der Quelle erbaut, an der das Penningerdirndl das 'Augenlicht und den Verstand' erhalten hat. | BDA-Hist.: Q38102666 Status: § 2a Stand der BDA-Liste: 2025-06-30 Name: Ursprungskapelle GstNr.: .266 Ursprungskapelle Maria Elend                   |
| ja   | Datei hochladen | Maria Ellend/Wallfahrtskapelle HERIS-ID: 53290 Objekt-ID: 61177                | Standort KG: Embach                   | Die Geschichte der 'Capellen zu Unserer Frau im Elendt' geht auf ein im Jahr 1552 gegebenes Gelöbnis der Ursula Penninger am Penninghof in Taxenbach zurück. Da heißt es, dass sie die 'Capellen' von neuem erbaut und aufgerichtet hat – also muss vorher auch schon Ähnliches gestanden haben. So wird überliefert: Ursula Penninger hatte eine zwölfjährige, blinde Tochter, die beim Beerenbrocken in Embach drüben verlorenging und nirgends mehr zu finden war. In der Verzweiflung machte die Mutter das Gelübde, wo die Tochter lebend gefunden wird, eine Kapelle zu erbauen. Am dritten Tage fand man wirklich das Kind wohlbehalten und zur größten Überraschung sogar jetzt sehend auf. Die Freude war groß und die Penningerin hielt ihr Gelöbnis. | BDA-Hist.: Q15134314 Status: § 2a Stand der BDA-Liste: 2025-06-30 Name: Maria Ellend/Wallfahrtskapelle GstNr.: .262 Wallfahrtskapelle Maria Elend    |
| ja   | Datei hochladen | Brunnen HERIS-ID: 63203 Objekt-ID: 75831                                       | vor der Pfarrkirche Standort KG: Lend | Der Brunnen auf dem Platz vor der Pfarrkirche trägt die Figur eines Metallarbeiters aus dem Jahr 1963. | BDA-Hist.: Q38102430 Status: § 2a Stand der BDA-Liste: 2025-06-30 Name: Brunnen GstNr.: 139 Brunnen Lend                                             |
| ja   | Datei hochladen | Hauptschule HERIS-ID: 52852 Objekt-ID: 60538                                   | Lend 32 Standort KG: Lend             | Das stattliche Schulgebäude wurde im Jahr 1929 von Ludwig Hillinger geschaffen. Es lehnt sich in seiner Formgebung an den Salzach-Stil an, was den Bau zugleich gliedert. | BDA-Hist.: Q38054540 Status: § 2a Stand der BDA-Liste: 2025-06-30 Name: Hauptschule GstNr.: .56 Volks- und Hauptschule Lend                          |
| ja   | Datei hochladen | Gemeindeamt, Verwesschloss HERIS-ID: 36474 Objekt-ID: 35422                    | Lend 41 Standort KG: Lend             | Das Schloss wurde um etwa 1600 erbaut. Es war der Amts- und Wohnsitz des obersten Hüttenverwalters, des Oberverwesers und des Bergrichters aber auch Absteigquartier für die Erzbischöfe, wenn sie zur Besichtigung der Bergwerke oder zur Visitation nach Gastein reisten. Um 1879 etablierte sich hier die k.k. Forst- und Domänenverwaltung, ab 1924 war dann die Forstverwaltung untergebracht. | BDA-Hist.: Q15852759 Status: Bescheid Stand der BDA-Liste: 2025-06-30 Name: Gemeindeamt, Verwesschloss GstNr.: .8 Verwesschloss Lend                 |
| ja   | Datei hochladen | Pfarrhof HERIS-ID: 63210 Objekt-ID: 75838                                      | Lend 47 Standort KG: Lend             | Die Errichtung des Pfarrhofes erfolgte bereits 1671, also vor dem Bau der jetzigen Kirche. Auf der Straßenseite trägt das Gebäude eine Marmortafel mit dem Wappen des Erzbischofs Gandolph und die Jahreszahl 1671. Da genügend Platz zur Verfügung stand, wurde 1725 der hochfürstliche Traidkasten dorthin verlegt und der Dachraum dazu adaptiert. 1950 bis 1956 erfolgte ein massiver Innenausbau. Fließendes Wasser wurde angeschlossen und eine Zentralheizung installiert, um das Gebäude wohnlicher zu machen. | BDA-Hist.: Q38102493 Status: § 2a Stand der BDA-Liste: 2025-06-30 Name: Pfarrhof GstNr.: .6 Pfarrhof Lend, Salzburg                                  |
| ja   | Datei hochladen | Kath. Pfarrkirche hl. Rupert HERIS-ID: 52853 Objekt-ID: 60539                  | Lend 47a Standort KG: Lend            | Der Grundstein der heutigen, in Lend stehenden Kirche wurde 1673 durch den Pfarrer von Taxenbach gelegt. Früher stand schon beim Handlwirt eine hölzerne Kapelle, das genaue Datum der Errichtung ist nicht bekannt. Es ist aber überliefert, dass noch vor 1622 diese Kapelle erneuert wurde. 1674 wurde die neue Kirche von Erzbischof Max Gandolph feierlich eingeweiht und dem Landespatron, dem hl. Rupert geweiht. Die Decke des flachbogigen Gewölbes ist mit reicher Rokokomalerei 1907 geschmückt worden. Das große Deckengemälde zeigt Marias Himmelfahrt. Der Hochaltar ist aus 1760 und wurde vom Schnitzer und Bildhauer Daniel Mayr aus Saalfelden aufgestellt. Der Tabernakel wurde 1784 aus Embach nach Lend gebracht. Drei Glocken wurden 1889 für Lend gegossen. 1916 wurden die 'Große' und die 'Kleine' abgenommen, nach Budapest gebracht und eingeschmolzen. Nach dem 1. Weltkrieg erhielt die Kirche auch wieder die fehlenden Glocken (jedoch neue) die aber im 2. Weltkrieg (1942) wieder abgenommen, eingeschmolzen und für Kriegsmaterial verwendet wurden. 1950 kamen 3 neue, aus Zinnbronze gegossene Glocken in den Turm. | BDA-Hist.: Q38054555 Status: § 2a Stand der BDA-Liste: 2025-06-30 Name: Kath. Pfarrkirche hl. Rupert GstNr.: .1 Pfarrkirche hl. Rupert, Lend         |